# داريو شاريتش
داريو شاريتش (بالكرواتية: Dario Šarić)‏ مواليد 8 أبريل 1994، هو لاعب كرة سلة كرواتي ويحمل الرقم 9. يبلغ طوله 6 قدم 10 بوصة (2.1 م).

## روابط خارجية
- داريو شاريتش على موقع الاتحاد الدولي لكرة السلة (الإنجليزية)
- داريو شاريتش على موقع الدوري الأوروبي لكرة السلة (الإنجليزية)
- داريو شاريتش على موقع إن بي أي (الإنجليزية)
- داريو شاريتش على موقع سبورتس رفرنس (الإنجليزية)
- داريو شاريتش على موقع كرة السلة الأوروبية.كوم (الإنجليزية)
- داريو شاريتش على موقع DraftExpress.com (الإنجليزية)
- داريو شاريتش على موقع إي إس بي إن.كوم (الإنجليزية)
- داريو شاريتش على موقع ريلجم (الإنجليزية)
- داريو شاريتش على موقع بروبوليرز (الإنجليزية)
- داريو شاريتش على موقع سبورتس رفرنس (الإنجليزية)